# Milizia di difesa territoriale
Milizia di  difesa territoriale (MDT o Landschutz-Miliz, come la definivano i tedeschi) fu la denominazione che assunse la Guardia Nazionale Repubblicana (GNR) nella Zona d'operazioni del litorale adriatico (OZAK).

## Contesto storico
Le legioni della Milizia Volontaria per la Sicurezza Nazionale (MVSN) presenti sulle terre orientali italiane, che a differenza degli altri organismi militari non si erano sbandati in seguito all'armistizio di Cassibile, reso noto l'8 settembre 1943, continuarono a funzionare come corpi d'ordine pubblico e di lotta ai partigiani nei giorni successivi grazie all'apporto di numerose camicie nere reduci dai vari teatri di guerra e di giovani volontari che si riconobbero nella nuova versione repubblicana del fascismo.
Le legioni MVSN erano:
- 55ª Legione "Alpina Friulana" a Gemona
- 58ª Legione "San Giusto" a Trieste
- 59ª Legione "Carso" a Sesana (poi confluita nella 58ª Legione "San Giusto")
- 60ª Legione "Istria" a Pola
- 61ª Legione "Carnaro" a Fiume
- 62ª Legione "Isonzo" a Gorizia
- 63ª Legione "Tagliamento" a Udine

Tali unità  furono inquadrate nell'Ispettorato Regionale per il "Friuli-Venezia Giulia", che fu inizialmente tenuto dalla VI Zona delle CC.NN. a Trieste grazie al console generale Aristide Chiappa, poi sostituito dal parigrado Italo Di Pasquale nell'ottobre 1943.

## La MVSN diventa GNR
A differenza che nell'OZAV - Operationszone Alpenvorland (comprendente i territori delle province di Bolzano, di Trento e di Belluno), nell'OZAK - Operationszone Adriatisches Küstenland (comprendente i territori delle province di Trieste, di Gorizia e di Lubiana) i tedeschi tollerarono, inizialmente, la direttiva del novembre 1943 della Repubblica Sociale Italiana per la creazione della Guardia Nazionale Repubblicana attraverso la fusione della MVSN, dei Carabinieri (solo nelle province di Udine e Gorizia essi risposero in massa all'appello, nelle restanti giurisdizioni la maggior parte finì deportata ed internata in Germania o andò ad ingrossare le file dei partigiani) e della Polizia dell'Africa italiana (PAI), tutte le legioni vi furono inglobate assimilandone gli stessi nomi.
Il 28 gennaio 1944 il colonnello Italo De Pasquale sostituì il maggior generale Angelo Sommavilla quale Ispettore Regionale della GNR per il Friuli-Venezia Giulia.

## Da GNR a MDT
- 1º reggimento della Milizia Difesa Territoriale (o Landschutz Miliz) – Trieste (c.ca 320 uomini);

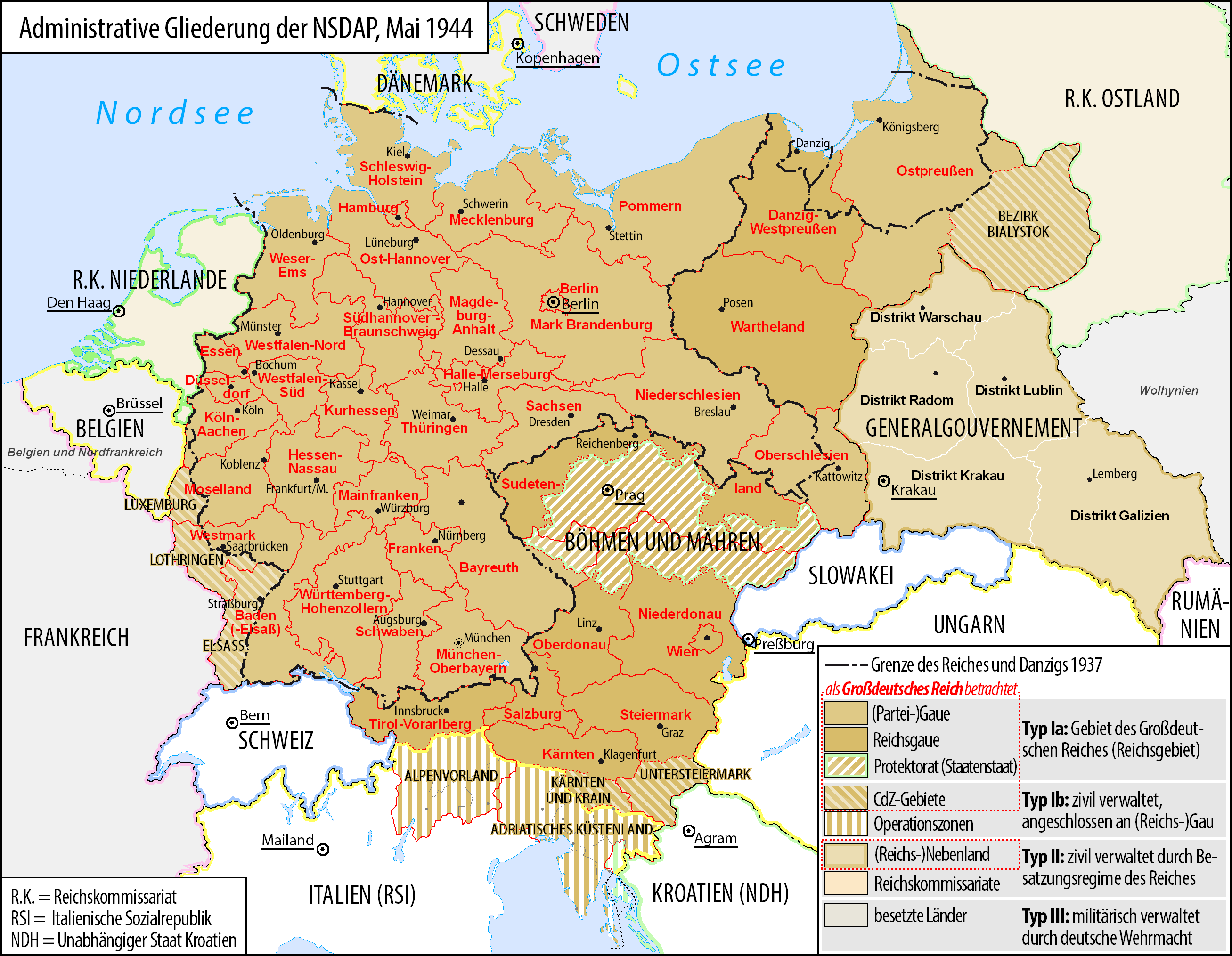
Il Grande Reich Tedesco nel 1944, con segnate anche le zone di operazione militare sottoposte a diretto controllo tedesco

- 2º reggimento della Milizia Difesa Territoriale (o Landschutz Miliz) – Istria (c.ca 2.000 uomini);
- 3º reggimento della Milizia Difesa Territoriale (o Landschutz Miliz) – Fiume (c.ca 1.500 uomini);
- 4º reggimento della Milizia Difesa Territoriale (o Landschutz Miliz) – Gorizia (c.ca 1.000 uomini);
- 5º reggimento della Milizia Difesa Territoriale (o Landschutz Miliz) – Friuli (c.ca 2.900 uomini).

Nel marzo 1944 pervenne la disposizione del Gauleiter dell'OZAK nazista Friedrich Rainer di divieto riguardo all'utilizzo della denominazione Guardia Nazionale Repubblicana (GNR), direttiva esplicitamente anti-italiana, si dovette, quindi, mutarlo in Milizia di Difesa Territoriale (MDT) (Landschutz-Miliz).
Il Comando Generale della Guardia Nazionale Repubblicana rispose tardivamente alla questione, inviando la missiva di mutamento della denominazione solo il 20 maggio 1944.
Nel giugno 1944 la trasformazione si completò e l'Ispettorato Regionale della Guardia Nazionale Repubblicana per il Friuli-Venezia Giulia divenne Comando Superiore della MDT della Zona d'operazioni del Litorale adriatico, guidato da Angelo Sommavilla, subentrato al maggiore generale Augusto Bastianon, e le 6 Legioni GNR più la 5ª Legione di Milizia Ferroviaria dettero vita a 5 Reggimenti MDT, con un organico, teorico, di 1.800/1.900 militi per reggimento, composto da 3 battaglioni, ognuno dei quali di 3 compagnie.
Il MDT fu così strutturato:
- Comando Superiore della MDT della Zona d'operazioni del Litorale adriatico
  - Battaglione Servizi Speciali e d'Istituto a Udine, formato da carabinieri repubblichini
  - Compagnia Addestrativa a Buie
  - Scuola Allievi Ufficiali e Sottufficiali a Pola
  - Battaglione Complementi a Udine
  - Compagnia Presidiaria Autonoma a Cherso
  - V Battaglione Italiano di Polizia a Gorizia
  - Guardia Civica a Trieste (1.300 militi, solo italiani, dall'inizio 1944)
  - Guardia Civica a Gorizia (250 militi, italiani e sloveni)
  - 1º Rgt. MDT "San Giusto" (ex 58ª Legione "San Giusto") a Trieste, retto da Angelo Sommavilla
    - 2 Battaglioni Territoriali
      - 6 Compagnie Presidiarie

    - 2 Battaglioni Operativi
      - 3 Compagnie Operative
      - Compagnia Operativa Speciale "OP - Ordine Pubblico"

  - 2º Rgt. MDT "Istria" (ex 60ª Legione "Istria") a Pola
    - 2 Battaglioni Territoriali
      - 6 Compagnie Presidiarie

  - 3º Rgt. MDT "Gabriele D'Annunzio" (ex 61ª Legione "Carnaro") a Fiume
    - 3 Battaglioni Territoriali
      - 6 Compagnie Presidiarie

  - 4º Rgt. MDT "Isonzo" (ex 62ª Legione "Isonzo") a Gorizia
    - 2 Battaglioni Territoriali (lungo le strade e ferrovie da Trieste a Udine)
      - 6 Compagnie Presidiarie

    - 2 Battaglioni Operativi
      - 4 Compagnie Operative

  - 5º Rgt. MDT "Friuli" (ex 63ª Legione "Tagliamento") a Udine
    - 2 Battaglioni Territoriali (in Val Natisone)
      - 6 Compagnie Presidiarie

    - 3 Compagnie Operative
      - 2 Compagnie Operative "Fascisti Friulani"
      - Compagnia Operativa "ex-partigiani"

Ogni reggimento, inoltre, disponeva naturalmente di:
- 1 ufficiale tedesco di polizia che fungeva da collegamento con l'Ordnungspolizei a Trieste e da guida operativa,
- 1 Ufficio Politico Investigativo (UPI) che raccoglieva le informazioni riguardanti le azioni, gli elementi, la dislocazione delle brigate partigiane.

Nel complesso le forze della Repubblica Sociale Italiana presenti nell'OZAK (dove i tedeschi non permisero la costituzione delle Brigate Nere) dovevano probabilmente superare i 15.000 militi.